# Bheki Mseleku
Bhekemuzi „Bheki“ Mseleku (* 3. März 1955 in Durban; † 9. September 2008 in London; vollständiger Name: Bhekemuzi Hyacinth Mseleku) war ein südafrikanischer Jazzpianist und Komponist, außerdem Gitarrist, Saxophonist und Sänger. Stilistisch orientiert an seinen Landsleuten Louis Moholo und Dudu Pukwana spielte er eine „packende Mischung aus vitaler, allen Klischees entkernter Township-Music und modalem Jazz“ (Wolf Kampmann). In sein Pianospiel integrierte er Einflüsse von McCoy Tyner, Randy Weston und Abdullah Ibrahim.

## Leben und Wirken
Mseleku, dessen Vater und Onkel William und Wilfred Mseleku in den 1930er Jahren die damals viel aufgenommene Vaudeville-Gruppe Amanzimtoti Royal Players leiteten, lernte auf dem väterlichen Piano Klavierspielen (zunächst hielt der Vater das Klavier verschlossen, weil er nicht wollte, dass ihm eines der Kinder auf die Musikerlaufbahn folgte). Er startete seine Karriere als Organist in einer R&B-Band und ging dann 1975 nach Johannesburg, wo er mit der Hardbop-Band The Drive spielte, bevor er mit Sipho Gumede und Russell Herman die Gruppe Spirits Rejoice gründete. Mit Philip Tabanes Formation „Malombo“ trat er 1977 auf dem Newport Jazz Festival auf; dann arbeitete er in Botswana mit Hugh Masekela. 1980 zog er zunächst nach Schweden, wo er mit Johnny Dyani und Don Cherry arbeitete. In dieser Zeit kam es auch zur Zusammenarbeit mit Abdullah Ibrahim und Chris McGregor. 1985 kam er nach England; auf Vermittlung von Horace Silver trat er in Ronnie Scott’s Jazz Club auf. Auch arbeitete er mit Südafrikanern wie seinem früher ins Exil gegangenen Gitarristen Russell Herman und dem Schlagzeuger Brian Abrahams sowie mit Courtney Pine und Steve Williamson. 1989 zog er sich vorläufig vom Musikbusiness in einen buddhistischen Tempel zurück.
Seine erste Plattenveröffentlichung unter eigenem Namen erschien 1991 und wurde für den Mercury Prize nominiert. Auf diesem ersten Album „Celebration“ wurde er von Steve Williamson, Courtney Pine, Jean Toussaint und Marvin Smitty Smith begleitet. Auf seinem dritten Album „Timelessness“ (1994) wirkten Gastmusiker wie Joe Henderson, Pharoah Sanders, Elvin Jones sowie die Sängerin Abbey Lincoln mit. Für das Folgealbum Star Seeding, das er mit Charlie Haden und Billy Higgins aufnahm und auf dem er selbst mittels Overdubbing weitere Instrumente ergänzte, so dass es eigentlich eher ein Quartettalbum ist, wurde er 1996 mit einem KORA All Africa Music Award als „Bester Instrumentalist“ ausgezeichnet. Zwei weitere Alben folgten; 2021 erschien posthum noch das Soloalbum Beyond the Stars. Mit den späteren Alben konnte er Kampmann zufolge jedoch „nicht mehr an das Niveau seiner ersten beiden Veröffentlichungen anschliessen.“
1994 war Mseleku nach Südafrika zurückgekehrt, scheiterte aber letztlich daran, dort von seiner Musik leben zu können (sein Biograph Nduduzo Makhathini fand fast keine Quellen für Konzerttätigkeiten nach 1997). Er war hauptsächlich als Musikpädagoge tätig, wurde aber nicht offiziell am Technikon Natal angestellt; an einem Titel von Sibongile Khumalos Album Immortal Secrets (2000) war er als Pianist und Koautor beteiligt. 2006 zog er wieder nach London. Dort verstarb er, nachdem er jahrelang an bipolarer Störung und Diabetes gelitten hatte.

## Auszeichnungen
- 1991: Nominierung für den Mercury Prize (Album Celebration)
- 1996: KORA All Africa Music Award in der Kategorie Bester Instrumentalist (Südliches Afrika)[3]

## Bedeutung
Seit der Jahrtausendwende haben einige südafrikanische Jazzmusiker, etwa die Pianisten Afrika Mkhize, Mark Fransman, Andre Petersen, Bokani Dyer, Thandi Ntuli und Nduduzo Makhathini, sich am Kompositionsstil von Mseleku orientiert und sogar Anleihen daran gemacht, um ihren eigenen Schreibstil zu verbessern.

## Diskographie
- Celebration (World Circuit, 1991)
- Meditations (Verve Records, 1992)
- Timelessness (Verve, 1993)
- Star Seeding (Polygram Records, 1995)
- Beauty of Sunrise (Polygram, 1997)
- Home at Last (Sheer Sound, 2003)
- Beyond the Stars (Tapestry Works, rec. 2003, ed. 2021)

## Lexigraphische Einträge
- Ian Carr, Digby Fairweather, Brian Priestley: Rough Guide Jazz. Der ultimative Führer zur Jazzmusik. 1700 Künstler und Bands von den Anfängen bis heute. Metzler, Stuttgart/Weimar 1999, ISBN 3-476-01584-X.
- Richard Cook, Brian Morton: The Penguin Guide to Jazz on CD. 6. Auflage. Penguin, London 2002, ISBN 0-14-051521-6.
- Wolf Kampmann (Hrsg.), unter Mitarbeit von Ekkehard Jost: Reclams Jazzlexikon. Reclam, Stuttgart 2003, ISBN 3-15-010528-5.
- Bhekumuzi Hyacinth Mseleku. South African History Online